# Juramento de Fidelidade dos Estados Unidos

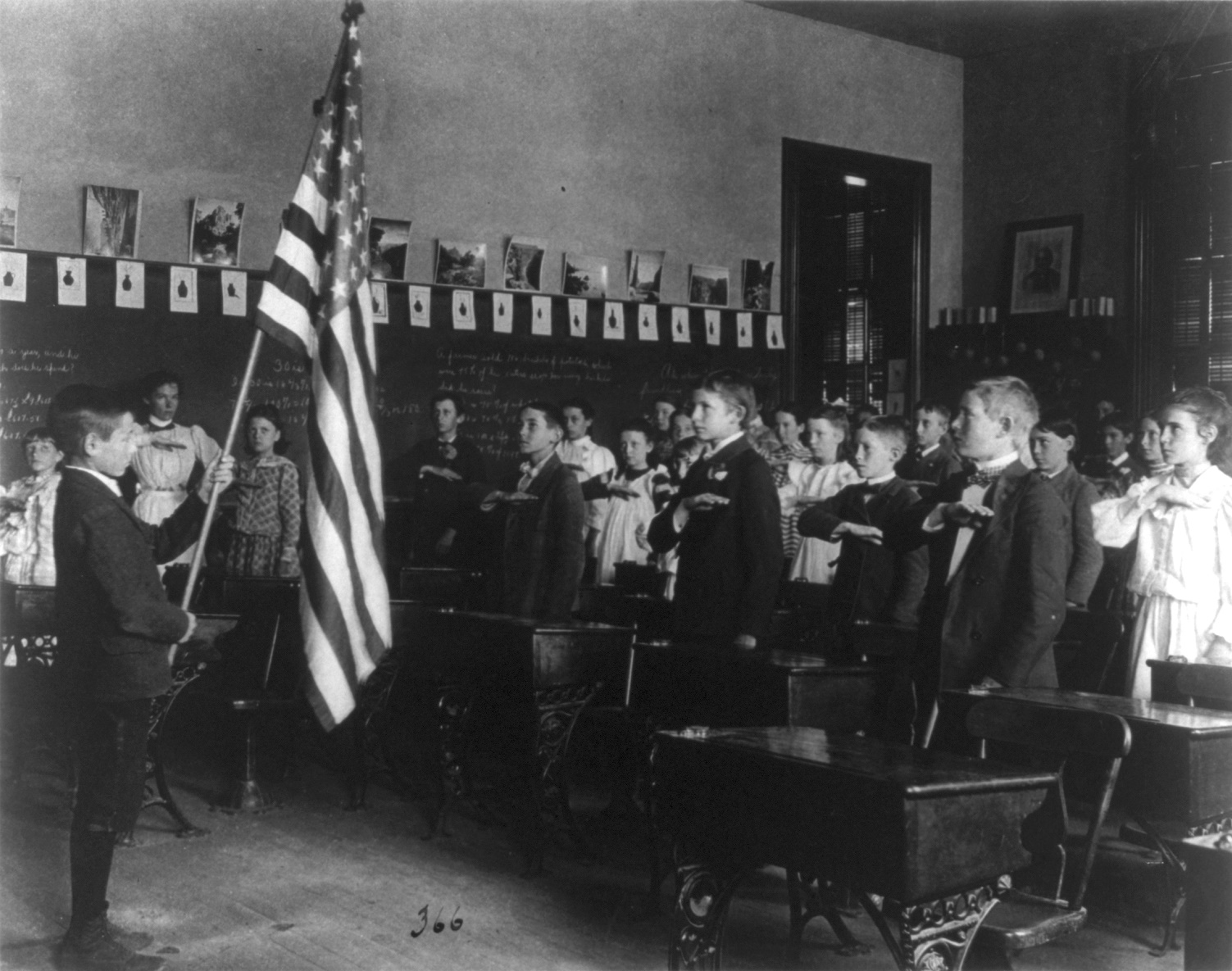
Alunos em 1899 recitando o Juramento de Fidelidade

O Juramento de Fidelidade (em inglês Pledge of Allegiance) dos Estados Unidos é um verso patriótico recitado que promete fidelidade à bandeira e à república dos Estados Unidos da América. A primeira versão, com um texto diferente do usado atualmente, foi escrita em 1885 pelo capitão George Thatcher Balch, oficial do Exército da União na Guerra Civil que mais tarde escreveu um livro sobre como ensinar patriotismo a crianças em escolas públicas.
Em 1892, Francis Bellamy revisou o verso de Balch como parte de uma promoção de revista em torno da World's Columbian Exposition, que celebrou o 400º aniversário da chegada de Cristóvão Colombo às Américas. Bellamy, gerente de circulação da revista The Youth's Companion, ajudou a persuadir o presidente Benjamin Harrison a instituir o Dia de Colombo como feriado nacional e pressionou o Congresso para uma celebração nacional do dia. A revista enviou folhetos contendo parte do Juramento de Fidelidade de Bellamy para escolas de todo o país e em 21 de outubro de 1892, mais de 10 000 crianças recitaram o verso juntas.
O "Pledge of Allegiance" de Bellamy foi publicado pela primeira vez na edição de 8 de setembro de 1892 do The Youth's Companion como parte da Celebração da Escola Pública Nacional do Dia de Colombo, uma celebração do 400º aniversário de Cristóvão Colombo pela chegada nas Américas.
A versão do juramento de Bellamy é basicamente a mesma adotada formalmente pelo Congresso 50 anos depois, em 1942. O nome oficial de The Pledge of Allegiance foi adotado em 1945. A alteração mais recente de sua redação veio no Dia da Bandeira. (14 de junho) em 1954, quando as palavras "sob Deus" foram adicionadas.